# Condado de Worth (Georgia)
El condado de Worth (en inglés: Worth County), fundado en 1853, es uno de 159 condados del estado estadounidense de Georgia. En el año 2008, el condado tenía una población de 21 996 habitantes y una densidad poblacional de 15 personas por km². La sede del condado es Sylvester.

## Geografía
Según la Oficina del Censo, el condado tiene un área total de 1488 km² (574,5 mi²), de la cual 1476 km² (569,9 mi²) es tierra y 13 km² (5 mi²) (0.85%) es agua.

### Condados adyacentes
- Condado de Crisp (norte)
- Condado de Tift (este)
- Condado de Turner (noreste)
- Condado de Colquitt (sur)
- Condado de Mitchell (suroeste)
- Condado de Lee (noroeste)
- Condado de Dougherty (oeste)

## Demografía
Según el censo de 2000, había 21 967 personas, 8106 hogares y 6120 familias residiendo en la localidad. La densidad de población era de 15 hab./km². Había 9086 viviendas con una densidad media de 6 viviendas/km². El 68.69% de los habitantes eran blancos, el 29.57% afroamericanos, el 0.36% amerindios, el 0.22% asiáticos, el 0.01% isleños del Pacífico, el 0.61% de otras razas y el 0.55% pertenecía a dos o más razas. El 1.09% de la población eran hispanos o latinos de cualquier raza.
Los ingresos medios por hogar en la localidad eran de $32 384, y los ingresos medios por familia eran $38 887. Los hombres tenían unos ingresos medios de $31 668 frente a los $20 950 para las mujeres. La renta per cápita para el condado era de $15 856. Alrededor del 18.50% de la población estaban por debajo del umbral de pobreza.

## Localidades
- Poulan
- Sumner
- Sylvester
- Warwick
- Oakfield